# Georgios Kalaitzakis
Georgios "George" Kalaitzakis (en griego Γιώργος Καλαϊτζάκης, Heraclión, Creta, 2 de enero de 1999) es un baloncestista griego que pertenece a la plantilla del Panathinaikos B.C. de la A1 Ethniki y la Euroliga. Con 2,03 metros de estatura, juega en la posición de alero.

## Trayectoria deportiva

### Profesional
Comenzó a jugar a baloncesto en las categorías inferiores del Aris, hasta que en 2015 firmó con el equipo junior del Panathinaikos B.C.. Esa misma temporada consiguió debutar con el primer equipo, logrando 3 puntos en su único lanzamiento a canasta.
La temporada siguiente la jugó íntegra en el equipo junior, y ya en la temporada 2017-18 comenzó a tener más protagonismo en el equipo dirigido por Xavi Pascual, disputando once partidos, en los que promedió 3,7 puntos y 1,5 rebotes.
En marzo de 2018 se declaró elegible para el Draft de la NBA.
Fue elegido en la sexagésima posición del Draft de la NBA de 2021 por los Indiana Pacers, siendo posteriormente enviados sus derechos a Milwaukee Bucks, equipo con el que firmó contrato. Fue despedido el 3 de diciembre.
El 30 de diciembre fichó por los Oklahoma City Blue de la G League.
El 5 de abril de 2022 firmó con los Oklahoma City Thunder hasta final de temporada, debutando esa misma noche ante Portland Trail Blazers, aportando como titular 17 puntos y 2 asistencias.

### Selección nacional
Ha sido miembro de la selección griega en categorías inferiores, disputando el Campeonato de Europa sub-16 en 2015 y el Sub-18 en 2016 y 2017, siendo su actuación más destacada en este último, en el que promedió 14,4 puntos y 6,1 rebotes por partido.

## Estadísticas de su carrera en la NBA

### Temporada regular
| Año     | Equipo        | PJ | PT | MPP  | %TC  | %3P  | %TL  | RPP | APP | ROB | TPP | PPP  |
| ------- | ------------- | -- | -- | ---- | ---- | ---- | ---- | --- | --- | --- | --- | ---- |
| 2021–22 | Milwaukee     | 9  | 0  | 5.3  | .455 | .500 | .444 | .9  | .0  | .1  | .1  | 1.8  |
| 2021–22 | Oklahoma City | 4  | 4  | 41.4 | .464 | .364 | .476 | 3.3 | 3.0 | 2.5 | .3  | 17.5 |
| Total   | Total         | 13 | 4  | 16.4 | .463 | .385 | .467 | 1.6 | .9  | .8  | .2  | 6.6  |